# And God Created Great Whales

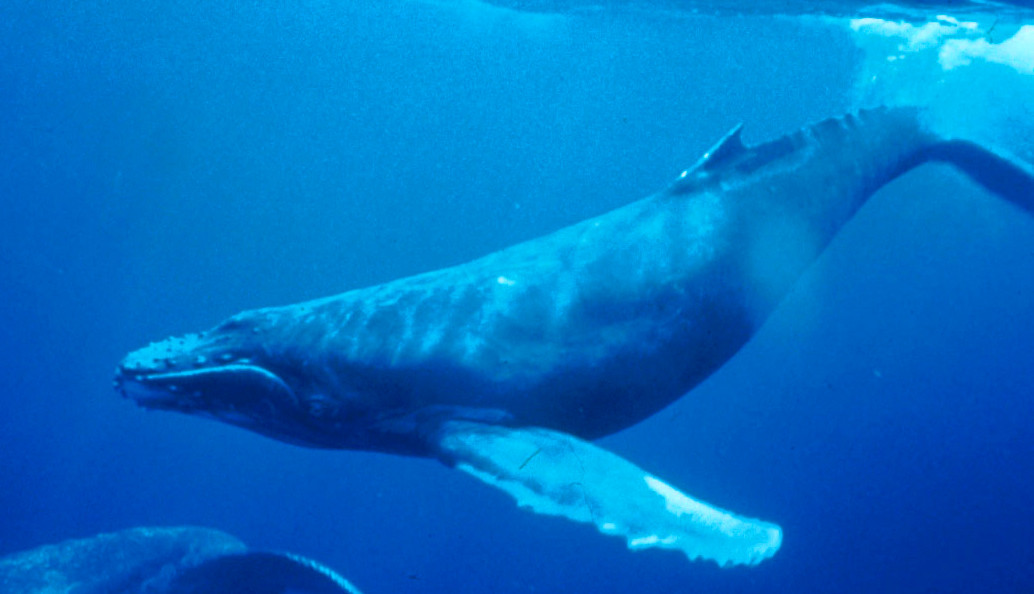
Buckelwal

Die 1970 entstandene und uraufgeführte Komposition And God Created Great Whales op. 229, Nr. 1, zählt zu den bekanntesten Werken von Alan Hovhaness (1911–2000), einem US-amerikanischen Komponisten mit armenisch-schottischen Wurzeln. Zusätzlich zur sinfonischen Besetzung werden Gesänge von Buckelwalen zugespielt.

## Entstehung und Rezeption
1969 traf der Dirigent André Kostelanetz mit dem Zoologen und Walforscher Roger Payne zusammen, der ihm seine Tonbandaufzeichnungen der Gesänge von Buckelwalen (Megaptera novaeangliae) vorspielte. Kostelanetz war der Meinung, Alan Hovhaness sei der ideale Komponist, um ein von diesen Klängen inspiriertes Werk zu schaffen. Nach dem Anhören der Bänder ließ sich auch Hovhaness von dieser Idee überzeugen. Im Februar 1970 erhielt er offiziell von der New York Philharmonic einen Kompositionsauftrag für die Promenade Concerts von Kostelanetz und schrieb das Werk And God Created Great Whales, dessen Titel Bezug nimmt auf Vers Gen 1,21  der ersten biblischen Schöpfungsgeschichte.
Ursprünglich wollte Hovhaness keine originalen Walgesänge verwenden, sondern sie allein mit Orchesterinstrumenten imitieren, ließ sich dann aber auf den Wunsch von Kostelanetz ein, der mit der ersten Version nicht zufrieden war, Originalzuspielungen vom Band in die sinfonische Orchesterbesetzung zu integrieren.
Die Uraufführung fand am 11. Juni 1970 in New York statt.
And God Created Great Whales von Hovhaness zählt zu dessen bekanntesten Werken und spielte eine wichtige Rolle in den Kampagnen zu Verboten bzw. Beschränkungen des Walfangs, wie auch die 1966 entstandene Komposition The Whale des britischen Komponisten John Tavener, die zwar keine direkten Walgesänge integriert, aber ebenso wie wenig später Vox Balaenae von George Crumb (1971) dadurch inspiriert ist.

## Besetzung und Charakterisierung
Die Partitur verlangt ein großes Orchester folgender Besetzung: 3 Flöten (3. Flöte auch Piccolo), 2 Oboen, 2 Klarinetten, 2 Fagotte, 4 Hörner, 3 Trompeten, 3 Posaunen, Tuba, Pauken, Schlagzeug (Glockenspiel, Große Trommel, Vibraphon, Röhrenglocken („Large Chimes“), Tamtam), 2 Harfen und Streicher, zusätzlich Tonbandeinspielung.
Die Aufführungsdauer des bei Peters verlegten und mit der Opuszahl 229, Nr. 1 versehenen Werkes beträgt etwa 12 Minuten.
Zusammen mit den von Payne aufgezeichneten Walgesängen entstehen quasi zwei Stimmen – Wale und Orchester –, die wechselnd als Vorder- und Hintergrundtextur fungieren. Dabei ist keine direkte technische Live-Interaktion oder -Manipulation vorgesehen, das Zuspielband wird nur gestartet und gestoppt. Die drei ausgewählten Segmente mit Walgesängen erklingen teils in Originalgeschwindigkeit, teils verlangsamt. Die Komposition enthält auch aleatorische Passagen, vornehmlich in den Streichern.
Hovhaness selbst charakterisierte in einem Kommentar zur Uraufführung das Werk folgendermaßen: „Free rhythmless vibrational passages, each string player playing independently, suggest waves in a vast ocean sky. Undersea mountains rise and fall in horns, trombones, and tuba. Music of whales also rises and falls like mountain ranges. Song of whale emerges like a giant mythical sea bird. Man does not exist, has not yet been born in the solemn oneness of Nature.“ („Freie, rhythmuslos vibrierende Passagen, in denen alle Streicher unabhängig voneinander spielen, erwecken die Vorstellung von Wellen im weiten Ozeanraum. Unterseeische Berge erheben sich und sinken ab in den Hörnern, Posaunen und Tuba. Die Musik von Walen steigt und fällt ebenso wie die Bergketten. Der Walgesang taucht auf wie ein gewaltiger mythischer Seevogel. Der Mensch existiert nicht, ist noch nicht geboren in der feierlichen Einheit der Natur.“)